# Llista de motors d'aviació fabricats a Espanya
A la indústria catalana i per afegit espanyola, hi ha hagut molts exemples de fabricació de motors d'aviació, moltes vegades fruit de la inventiva d'eminents enginyers, encara que també s'han produït motors amb llicència o senzillament afusellats, d'altres productes que es feien a l'estranger.
Aquesta és la llista de motors d'aviació espanyols, molts d'ells exemplars únics, ordenats pel nom del fabricant i el model.

## A
- Abadal
- AFR
- AISA (Aeronáutica Industrial Sociedad Anónima)
- Alfaro (Heraclio Alfaro)
  - Baby motor
  - Motor barril
- APA (Aero Propulsion Alliance)

## B
- Baradat (Carlos Esteve)
- Bazán
- Boeing España (Boeing Research & Technology Europe)

## C
- CASA
- Casanova (aviació) (Ramón Casanova)
- Citroën
- Corbella (Enrique Corbella Albiñana)

## E
- EADS
- Elizalde

T-40
T-80
Sèrie Tipus A (Llicència Lorraine W 12 Eb)
Dragón V
Dragón VII
Dragón IX
Super Dragón
Beta
J-4 (Llicència Walter)
Tigre
Sirio
- ENMASA

B-1/4 (Beta)
Sirio
Tigre
Flecha
Alción
Marboré M21 (Llicència Turbomeca)
Artouste (Llicència Turbomeca)
- Eurojet
- Europrop International (EPI)

Europrop TP400

## G
- Gomez Arias

## H
- H&E (Paramotores S.L.)

H&E R80
H&E R120
H&E R220 Mono
H&E R220 Duo
- Helios/Montesa 2501
- Hispano Suiza (Propis)

V8 (Serie)
V12 (Serie)
50/W
- Hispano Suiza (sota llicència)

9Qd

## I
- Indústrias Mecánicas del Aire
- INI (Instituto Nacional de Industria)

INI-11 (Aries)
INI-12 (Copia del Hispano Suiza R-800)
- INTA (Instituto Nacional de Técnica Aeroespacial)
- Industria de Turbo Propulsores (ITP)

Eurojet EJ200

## L
- Leret (Virgilio Leret)
- Loring (Jorge Loring)

## M
- Markel Motor S.A.
- Martin Natalio
- Micromotors (Motors d'Aeromodelisme)
- Montesa

## N
- Nacional RG (Ramón Girona)

## O
- Oller (José Oller Asensio)
- Ortuño (José Ortuño García)

## R
- Ricart (Ricart i Medina, Wifredo)
- Rhein Loring (Loring)
- Rotativo AS

## S
- SENER
- Solar

## T
- Talleres Hereter

TH A
- TPI

## V
- Victor Merino